# Norma Baylon
Norma Baylon (* 9. November 1942 in Buenos Aires) ist eine ehemalige argentinische Tennisspielerin, die in den 1960er Jahren aktiv war.

## Karriere
Im Jahr 1964 erreichten Baylon und ihre Doppelpartnerin Helga Schultze das  Finale der internationalen Tennis-Meisterschaften Frankreichs, die später in French Open umbenannt wurden. Im Finale wurden sie in zwei Sätzen von Margaret Smith und Lesley Turner besiegt.
In Einzelwettbewerben bei Grand-Slam-Turnieren konnte sie jeweils bei drei Turnieren ins Viertelfinale einziehen. Bei den Wimbledon Championships 1964 musste sie ihr Viertelfinalmatch gegen Margaret Smith aufgeben, bei den französischen Meisterschaften 1965 unterlag sie ebenfalls Smith. Im Viertelfinale der U.S. National Championships verlor sie 1965 gegen Nancy Richey und im Folgejahr gegen die spätere Turniersiegerin Maria Bueno.
Zwischen 1964 und 1966 spielte sie in vier Begegnungen für die argentinische Mannschaft beim Federation-Cup-Team. Sie gewann drei ihrer sieben Matches.
Im Jahr 1962 erhielt sie als erste Frau den Preis Argentiniens Sportler des Jahres (Premios Olimpia).

## Persönliches
Im Jahr 1967 heiratete sie den Peruaner Bartolomé Puiggros, mit dem sie drei Kinder bekam. Sie zog nach Peru.

## Finalteilnahmen bei Grand-Slam-Turnieren

### Doppel

#### Finalteilnahme
| Nr. | Datum | Turnier     | Belag | Doppelpartner  | Finalgegner                  | Ergebnis |
| --- | ----- | ----------- | ----- | -------------- | ---------------------------- | -------- |
| 1.  | 1964  | French Open | Sand  | Helga Schultze | Margaret Smith Lesley Turner | 3:6, 1:6 |